# Заболотный, Юрий Леонидович
Ю́рий Леони́дович Заболо́тный (укр. Юрій Леонідович Заболотний; 2 октября 1939 — 4 апреля 1995) — советский футболист и тренер. Мастер спорта СССР. Заслуженный тренер Украинской ССР.

## Карьера
Начал играть в юношеской команде «Спартак» (Одесса) в 1951 году. В дальнейшем выступал за команды «Черноморец» из Одессы, киевское «Динамо», «Судостроитель» из Николаева. В 1978 году тренировал николаевский «Судостроитель».
В Высшей лиге чемпионатов СССР провёл 78 матчей.
Чемпион УССР (1961). Игрок сборной УССР.
В 1989—1991 годах — президент одесского «Черноморца»

## Достижения
- В списках лучших футболистов УССР[укр.] (4): 1959 — № 3, 1961 — № 3, 1964 — № 3, 1965 — № 2.

## Награды
- Мастер спорта СССР (1962).
- Заслуженный тренер УССР (1974).

## Память
Любительские команды города ежегодно разыгрывают «Приз памяти Ю. Л. Заболотного».
В 1999 году был признан лучшим правым защитником одесского «Черноморца» за 40-летнюю историю клуба.
1 сентября 2012 г. на аллее футбольной славы ФК «Черноморец» (Одесса) были увековечены первые двенадцать памятных звёзд, одна из которых посвящена Юрию Заболотному.

## Личная жизнь
Дядя одесских футболистов братьев Никифоровых — Юрия и Александра.